# I. e. 326
Évszázadok: i. e. 5. század – i. e. 4. század – i. e. 3. század
Évtizedek: i. e. 370-es évek – i. e. 360-as évek – i. e. 350-es évek – i. e. 340-es évek – i. e. 330-as évek – i. e. 320-as évek – i. e. 310-es évek – i. e. 300-as évek – i. e. 290-es évek – i. e. 280-as évek – i. e. 270-es évek
Évek: i. e. 331 – i. e. 330 – i. e. 329 – i. e. 328 –  i. e. 327 – i. e. 326 – i. e. 325 – i. e. 324 – i. e. 323 – i. e. 322 – i. e. 321

## Események

### Makedón Birodalom
- Tavasz - Nagy Sándor Attok mellett átkel az Induson. Taxila államának királya, Taxilész (vagy Ambhi) felajánlja barátságát, valamint 30 harci elefántot és 700 lovast, ha segítenek neki ellensége, Pórosz legyőzésében.
- A Hüdaszpész folyó bal partján Nagy Sándor megvívja utolsó nagy ütközetét és a hüdaszpészi csatában legyőzi Póroszt. Ezután két várost alapít: Indusi Alexandriát (vagy Alexandria Nikaiát) és Alexandria Bukephalát (lova tiszteletére, amely itt pusztult el). A legyőzött Póroszt kormányzóként állítja vissza korábbi országában.
- Nagy Sándor tovább nyomul keletre és Pórusz országán túl, a Gangesz közelében találkozik a Nanda-dinasztia által uralt Magadha birodalom képviselőivel. Hadserege azonban az évek óta tartó, vég nélküli háborúskodás után a Hüphaszisz folyónál fellázad és nem hajlandó tovább menni; így a folyó válik nagy Sándor birodalmának keleti határává.
- Nagy Sándor Nearkhoszt kinevezi tengernagyává, aki az indiai hajóépítők segítségével 800 hajót építtet; ezzel a flottával szállítják vissza a makedón hadsereget a Perzsa-öblön keresztül.
- Nagy Sándor távozása után az indiai régió kormányzásával megbízott Philipposzt meggyilkolják. A makedón uralkodó Eudémoszt és Taxilészt nevezi ki a helyére.

### Róma
- Caius Poetelius Libo Visolust és Lucius Papirius Cursort választják meg consulnak. Formálisan is hadat üzennek a szamniszoknak (az ellenségeskedés már az előző évben megkezdődött) és elfoglalják Allifae, Callifae és Rufrium városaikat. Lucania és Apulia népei szövetséget kötnek Rómával.
- A római ostrom alatt álló Paleopolisban a görög lakosok sokat szenvednek az elvileg segítésükre érkezett szamnisz csapatok önkényeskedése miatt, ezért titokban felveszik a kapcsolatot az ostromlókkal. A szamniszokat csellel kizárják a városból és beengedik a rómaiakat.
- A dél-itáliai Tarentum aggódik a rómaiak hatalmának növekedése miatt és csellel ráveszik a lucanusokat, hogy pártoljanak el Rómától. A szamnisz háborúban a vestinusok is a szamniszok mellé állnak.
- Rómában egy botrányos eset miatt eltörlik az adósrabszolgaságot.[1]

## Születések
I. Pharnavaz, Kaukázusi Ibéria királya

## Halálozások
- Koinosz, Nagy Sándor hadvezére

## Fordítás
- Ez a szócikk részben vagy egészben  a(z)   326 BC című angol Wikipédia-szócikk ezen változatának fordításán alapul.  Az eredeti cikk szerkesztőit annak laptörténete sorolja fel. Ez a jelzés csupán a megfogalmazás eredetét és a szerzői jogokat jelzi, nem szolgál a cikkben szereplő információk forrásmegjelöléseként.